# Randy Vásquez (giocatore di baseball)
Randy Marcelino Vásquez (Navarette, 3 novembre 1998) è un giocatore di baseball dominicano, di ruolo lanciatore, che gioca per i San Diego Padres (MLB).
In precedenza ha giocato in MLB anche con i New York Yankees.